# Georg Kerschensteiner
Georg Michael Kerschensteiner (Monaco di Baviera, 29 luglio 1854 – Monaco di Baviera, 15 gennaio 1932) è stato un pedagogista ed educatore tedesco.

## Biografia
Maestro elementare, intraprese gli studi di matematica e di fisica presso l'università di Monaco; discipline che insegnò successivamente a Norimberga, Schweinfurt e Monaco.
Nominato consigliere scolastico di Monaco, progettò la riforma delle scuole post elementari e della scuola popolare, basata sugli interessi pratici del fanciullo e sul lavoro manuale quale strumento di educazione.
La riforma venne attuata nel 1906. 

## Pensiero
Sul pensiero pedagogico di Kerschensteiner (che è considerato uno dei maggiori pedagogisti del movimento detto "attivismo") influirono John Dewey, Heinrich Rickert (filosofia dei valori) e Paul Natorp (pedagogista sociale) e Johann Heinrich Pestalozzi.
L'educazione per Kerschensteiner è un processo di cultura attiva e ricostruttiva che si attua nel lavoro (prevalenza del lavoro manuale per le scuole primarie, e lavoro come ricreazione personale nelle scuole superiori), per rendere utile la persona alla società organizzata dallo Stato (Stato di diritto e di cultura ma, per il contesto sociogeografico prussiano, non di democrazia).
L'educazione personale diventa anche educazione sociale, la formazione del carattere sociale (finalità soggettiva all'educazione) si realizza nel servizio ed utilità sociale, la libera attività spontanea è condizionata alla coscienza del dovere sociale. Tutto ciò è racchiuso nella definizione dell'educazione formulata da Kerschensteiner "Formazione dell'essere individuale, acquisita mediante gli influssi della cultura, unitaria, articolata, evolutiva che rende l'individuo stesso capace di servire alla cultura con un lavoro fornito di valore obiettivo, e capace di partecipare spiritualmente ai valori obiettivi della cultura".
Una volta conclusa la scuola dell'obbligo il giovane prussiano veniva avviato alla formazione professionale che precedeva il servizio militare, di primaria importanza nella società bismarkiana. Tale formazione professionale era considerata come il primo passo della formazione dell'individuo, la quale teneva lontano il giovane dal socialismo, da Kerschensteiner considerato un pericolo politico.